# エジッレス
エジッレス（伊: Exilles）は、イタリア共和国ピエモンテ州トリノ県にある、人口約200人の基礎自治体（コムーネ）。

## 地理

### 位置・広がり

#### 隣接コムーネ
隣接するコムーネは以下の通り。FR-73はフランスのサヴォワ県所属を示す。
- バルドネッキア
- Bramans (FR-73)
- キオモンテ
- ジャリオーネ
- ウルクス
- プラジェラート
- サルベルトランド
- ウッセアウズ

## 行政

### 分離集落
エジッレスには、以下の分離集落（フラツィオーネ）がある。
- Champbons Inferiore, Champbons Superiore, Deveys, ai soli fini ISTAT Morliere (chiamata Cels e composta da tre borgate denominate Morliere, Rif e Ruinas), Plantà, San Colombano, Sapé di Exilles, Grange della Valle, Margheria inferiore e superiore

## 姉妹都市
- Château-Ville-Vieille、フランス